# Garáb
Garáb is een plaats (község) en gemeente in het Hongaarse comitaat Nógrád. Garáb telt 77 inwoners (2001).

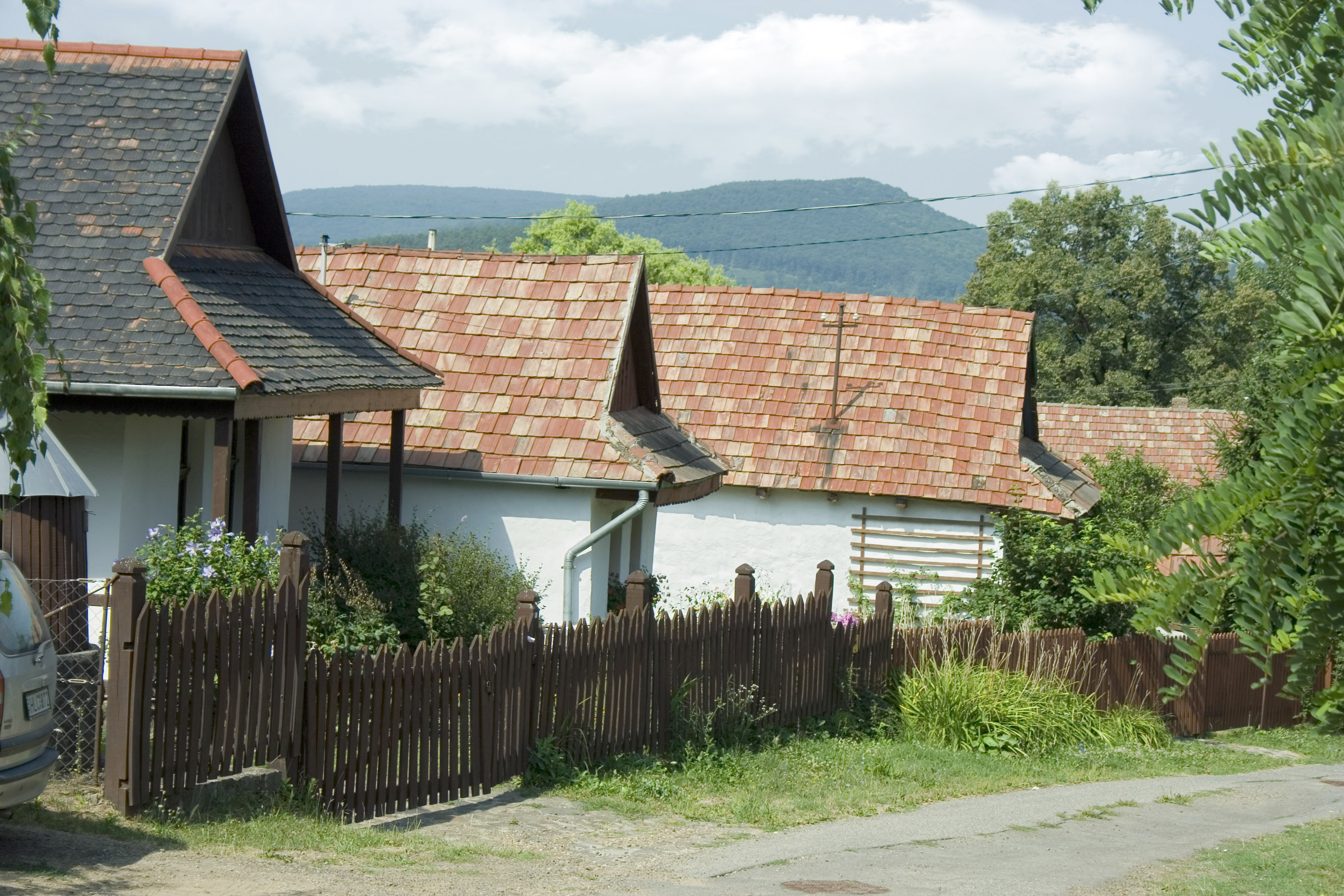